# 황병근
황병근(1994년 6월 14일 ~ )은 FC 안양에서 골키퍼로 뛰고 있는 대한민국의 축구 선수이다.

## 선수 경력
2015년 드래프트에서 전북 현대 모터스에 추가지명되어 입단하였다. 2015시즌 초반 김태호의 부상으로 2015 AFC 챔피언스리그 1차 명단에 포함되었다. 이례적으로 번외지명에도 불구하고 2016시즌에도 재계약에 성공하였다. 이후 팀내에서 홍정남을 밀어내고 2순위 골키퍼자리를 차지하였으며 2016년 8월 17일 열린 인천 유나이티드와의 경기에서 K리그 데뷔전을 치렀다. 2017년 33라운드 이후 전북의 수비수인 김민재의 부상으로 인해 23세이하룰 때문에 경기에 뛰고있으며 스플릿라운드부터 2017시즌 최종전까지 전북현대의 주전골키퍼로 활약하였다.
2019년 4월, 군복무를 위해 상주 상무에 입대하였다.
2021년 7월 1일, K리그2의 부산 아이파크로 이적했다.

## 수상

### 팀

#### 전북 현대 모터스
- K리그1 우승: 2015, 2017, 2018
- AFC 챔피언스리그 우승: 2016